# Manuel Bocarro Francês
Manuel Bocarro Francês, auch Jacob Rosales (* 1588 oder 1593 in Lissabon; † 1668 in Florenz) war ein marranisch-portugiesischer Arzt, Astronom, Mathematiker und Schriftsteller.

## Leben

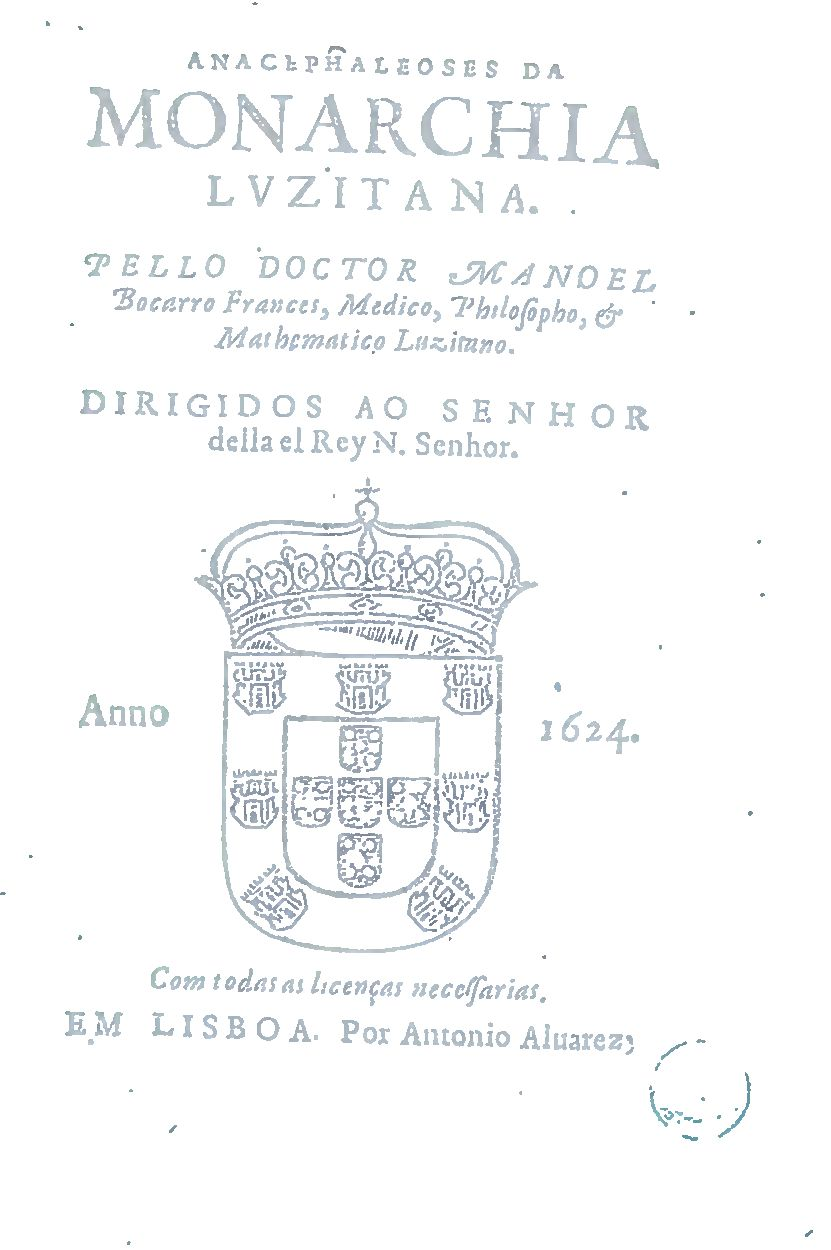
Anacephaleoses da Monarchia Luzitana: Titelblatt der Erstausgabe von 1624

Manuel (Imanuel) Bocarro wurde gegen Ende des 16. Jahrhunderts in Lissabon in eine ursprünglich aus Spanien stammende kryptojüdische Familie geboren. Wie sein Vater wollt er Arzt werden. Er studiert Medizin, Mathematik, Philosophie und Astronomie an den Universitäten von Montpellier, Alcalá de Henares und Coimbra. Nach dem Studium in Frankreich legte er sich den Beinamen Francês zu. Seit 1619 führte er mit beachtlichem Erfolg eine ärztliche Praxis in Lissabon. Unter den bekannten Personen, die er behandelte, soll sich der Erzbischof von Braga befunden haben. Neben seiner Tätigkeit als Arzt, befasste er sich vermehrt auch mit Astronomie. Im Jahr 1619 veröffentlichte er eine Schrift, in der er sich mit dem Erscheinen eines Kometen im Jahr 1618 auseinandersetzte. Fünf Jahre später erschien eine weitere astronomische Schrift in Versform unter dem Titel Status astrologicus sive Anacephaleoses da Monarchia Luzitana. In diesem Werk verherrlichte er die glorreiche Vergangenheit Portugals und prophezeite dem lusitanischen Königreich eine großartige Zukunft. Die Schrift erregte die Aufmerksamkeit der spanischen Inquisition, sodass er 1625 nach kurzem Gefängnisaufenthalt nach Italien floh. Den vierten Teil der Schrift veröffentlichte er, versehen mit einem Beiwort von Galileo Galilei, 1626 in Rom unter dem Titel Luz Pequena Lunar e Estelífera da Monarquia Lusitana (Kleines Licht des Mondes und Sternenglanz der portugiesischen Monarchie). In Rom hatte er als Zeichen für seine Hinneigung zum Sebastianismus den Namen Rosales angenommen.
Von Rom begab er sich nach Amsterdam und anschließend nach Hamburg, wo bereits Mitglieder seiner Familie offen als Juden lebten. In Hamburg führte er ab 1631 eine medizinische Praxis und wurde er zum Leibarzt des dänischen Hofes ernannt. Daneben befasste er sich weiter mit seinen wissenschaftlichen Studien. Mit den Amsterdamer Juden Menasseh ben Israel und Zacutus Lusitanus stand er in Briefkontakt; beiden widmete er später ein Lobgedicht. 1641 wurde er vom deutschen Kaiser Ferdinand III. auf Grund seiner Verdienste mit dem „kleinen Palatinat“ ausgezeichnet. Gleichzeitig wurde er und seine Nachkommen vom „Makel der jüdischen Abstammung“ befreit. Im Jahr 1645 wurde er spanischer Gesandter bei den Hansestädten in Hamburg. Als aktives Mitglied der sefardischen Gemeinde Hamburgs war er 1652 einer der Mitinitiatoren des Gemeindezusammenschlusses Bet Israel. In seiner Hamburger Zeit befasste er sich weiter mit messianisch-astrologischen Ideen und konnte 1644 das in Lissabon verbotenen Buches „Status astrologicus“ neu auflegen. Nachdem die spanische Krone die Zahlungen an ihn eingestellt hatte und er zahlungsunfähig geworden war, zog er um 1652 über Amsterdam nach Italien. Er ließ sich in Livorno nieder, wo er sich der dortigen portugiesisch-jüdischen Gemeinde anschloss und den Namen Jacob Hebraeus annahm. 1662 wurde er von der Herzogin Strozzi als Leibarzt berufen. Auf dem Weg nach Florenz verstarb Bocarro-Rosales.

## Werke
- Tratado dos cometas que appareceram em Novembro passado de 1618 . Lissabon 1619, Faksimile Lissabon 2009, ISBN 978-972-565-443-9.
- Anacephaleoses da Monarchia Luzitana. Lissabon 1624 Digitalisat, erweiterte Auflage Hamburg 1644, Neudruck Lissabon 1806.
- Luz Pequena Lunar e Estelífera da Monarquia Lusitana. Rom 1626.
- Regnum astrorum reformatorum, cujus fundamentum, caelestis astronomiae praxis. Hamburg 1644.
- Fasciculus Trium Verarum Propositionum Astronomicae, Astrologicae et Philosophicae. Florenz 1654.